# Искандер (ракетный комплекс)
«Исканде́р» (индекс ГРАУ комплекса: 9К720) — семейство российских оперативно-тактических ракетных комплексов (ОТРК): «Искандер», «Искандер-М», «Искандер-К», «Искандер-Э». Разработаны научно-производственной корпорацией «Конструкторское бюро машиностроения» (КБМ) в городе Коломне Московской области. Основное назначение ракетных комплексов «Искандер» — нанесение ударов по важнейшим объектам противника, прикрываемым средствами ПВО, на дальностях до 500 км боевой частью массой 480 кг.
Впервые ракетный комплекс «Искандер» был представлен в августе 1999 года на Международном авиационно-космическом салоне (МАКС).
«Искандер» является основой для ракетного комплекса «Кинжал». ОТРК «Искандер» может использовать для поражения целей следующие типы боевых частей: осколочно-фугасную, бетонобойную, кассетную и ядерную. Возможно также применение специальных БЧ под специфические задачи.

## История
Разработка ОТРК «Искандер» началась с постановления ЦК КПСС и Совета министров СССР от 21.12.1988 г. № 1452—294 «О начале опытно-конструкторских работ по созданию ОТРК „Равенство“» (позже был переименован в «Искандер»). Это было результатом в том числе личных усилий главного конструктора КБМ С. П. Непобедимого, доказавшего Военно-промышленной комиссии Президиума Совета министров СССР необходимость создания взамен ОТРК «Ока» ракетного комплекса, не подпадающего под действие положений договора с США о ликвидации РСМД.
11 октября 2011 года завершён первый этап испытаний обновлённого ракетного комплекса «Искандер-М» с новым боевым оснащением. Ракета 9М723 комплекса «Искандер-М» оснащена новой корреляционной системой наведения.
В конце мая 2017 года несколько пусковых установок ОТРК «Искандер» были оперативно переброшены по воздуху в Таджикистан для участия в совместных учениях «Душанбе-Антитеррор-2017», где впервые были сделаны запуски за пределами Российской Федерации.

## Основные характеристики

### Назначение комплекса
Предназначен для поражения боевыми частями в обычном снаряжении малоразмерных и площадных целей в глубине оперативного построения войск противника. Предполагается, что может быть средством доставки тактического ядерного оружия.
Наиболее вероятные цели:
- системы ПВО;
- системы ПРО;
- командные пункты и узлы связи;
- самолёты и вертолёты на аэродромах;
- важнейшие объекты инфраструктуры (склады, мосты и тому подобное);
- скопления войск и техники (колонны на марше, площадки хранения техники и тому подобное);
- оперативно-тактические ракетные комплексы;
- дивизионная артиллерия: реактивные системы залпового огня, дальнобойная артиллерия.

Искандер является ключевым компонентом концепции «Зоны запрета доступа».

### Состав комплекса
В состав комплекса входят шесть типов машин (51 единица на ракетную бригаду):
- Самоходная пусковая установка (СПУ) (9П78-1) — предназначена для хранения, транспортировки, подготовки и запуска по цели двух ракет. Полная масса 42 т, полезная нагрузка 19 т, скорость передвижения по шоссе/грунтовой дороге 70/40 км/ч, запас хода по топливу 1000 км. Расчёт 3 человека. Шасси МЗКТ-7930.
- Транспортно-заряжающая машина (ТЗМ) (9Т250/9Т250Э) — предназначена для транспортировки дополнительных двух ракет и зарядки СПУ. Выполнена на шасси МЗКТ-7930, оснащена погрузочным краном. Полная боевая масса 40 тонн. Расчёт 2 человека.
- Командно-штабная машина (КШМ) (9С552) — предназначена для управления всем комплексом «Искандер». Выполнена на колёсном шасси КАМАЗ 43101. Радиостанция Р-168-100КА «Акведук». Расчёт 4 человека. Характеристики КШМ:
  - максимальная дальность радиосвязи на стоянке/на марше: 350/50 км;
  - время расчёта задания для ракет: до 10 секунд;
  - время передачи команд: до 15 секунд;
  - число каналов связи: до 16;
  - время развёртывания (свёртывания): до 30 минут;
  - время непрерывной работы: 48 часов.
- Машина регламента и технического обслуживания (МРТО) — предназначена для проверки бортовой аппаратуры ракет и приборов, для проведения текущего ремонта. Выполнена на колёсном шасси КамАЗа. Масса 13,5 тонн, время развёртывания не превышает 20 минут, время автоматизированного цикла регламентной проверки бортовой аппаратуры ракеты — 18 минут. Расчёт 2 человека.
- Пункт подготовки информации (ППИ) (9С920, КАМАЗ 43101) — предназначена для определения координаты цели и подготовки полётных заданий для ракет с последующей их передачей на СПУ. ППИ сопряжён со средствами разведки и может получать задания и назначенные цели из всех необходимых источников, в том числе со спутника, самолёта или БПЛА. Расчёт 2 человека.
- Машина жизнеобеспечения (МЖО) — предназначена для размещения, отдыха и приёма пищи боевых расчётов. Выполнена на колёсном шасси КАМАЗ 43118. Машина имеет в своём составе: отсек отдыха и отсек бытового обеспечения. Отсек отдыха имеет 6 спальных мест вагонного типа с откидными верхними лежаками, 2 рундука, встроенные шкафчики, открывающееся окно. Отсек бытового обеспечения имеет 2 рундука с сидениями, складной подъёмный стол, систему водоснабжения с баком на 300 литров, бачок для подогрева воды, насос для перекачки воды, систему слива, мойку, сушилку для одежды и обуви[18].
- Комплект арсенального оборудования и учебно-тренировочные средства[19].

### Боевые характеристики
- Круговое вероятное отклонение: 1-2 м по оптической ГСН, 5-7м по ГЛОНАСС, 30—70 м по ИНС[20].
- Стартовая масса ракеты: 3800 кг.
- Масса боевой части: 480 кг.
- Длина 7,3 м.
- Диаметр 920 мм.
- Максимальные перегрузки в процессе полёта — 20—30G (ракета маневрирует в полёте как по высоте, так и по направлению полёта). Максимальная высота траектории — более 100 км[21].
- Максимальная дальность поражения цели: 500 км
- Наведение: ИНС, ГЛОНАСС, оптическая ГСН[22]
- Время до пуска первой ракеты: 4—16 минут.
- Интервал между запусками: 1 минута (для пусковой установки 9П78 с двумя ракетами).
- Температурный диапазон эксплуатации: от −50 °C до 50 °C.
- Срок эксплуатации: 10 лет, в том числе 3 года в полевых условиях.

### Типы головных частей
«Искандер» может использовать очень широкий набор боевых частей. Основными боевыми частями являются следующие:
- Для поражения площадных целей и окопанной техники используется кассетная осколочная боевая часть с дистанционным подрывом в воздухе 54 боевых элементов для поражения людей и техники в окопах сверху.
- Для поражения бункеров используется бетонобойная боевая часть.
- Для поражения точечных целей используется обычно осколочно-фугасная боевая часть. Остальные боевые части могут быть применены для специфических нетиповых задач.

#### Кассетные боевые части для поражения площадных целей
«Искандер» может использовать широкий ассортимент кассетных боевых частей, позволяющих поразить сразу крупную площадную цель, такую, как военная база, аэродром, узел ПВО/ПРО.
Известные типы кассетных боеприпасов ОТРК «Искандер» следующие:
- кассетная с 54 осколочными боевыми элементами неконтактного подрыва, срабатывающими на высоте около 10 м над поверхностью земли. Данные кассетные элементы являются частично управляемыми, сбрасываются с высоты около 0,9—1,4 км и планируют, ориентируясь по командам дистанционного взрывателя 9Э156 «Зонт», который работает по встроенному радиовысотомеру, и вращающегося за счёт расположения сбоку боевого элемента лазерного дальномера, сканирующего поверхность[24][25];
- кассетная с кумулятивными осколочными боевыми элементами ПТАБ-2.5КО[пол.], способными пробивать броню крыши бронетехники толщиной до 20 мм, а также наносить ранения пехоте осколками;
- кассетная объёмно-детонирующего действия для поражения живой силы и техники среди застройки и в укрытиях.

Часть кассетных боеприпасов позволяет выполнить дистанционное минирование на пути просёлочных дорог выдвигающихся подкреплений противника;
- кассетное дистанционное противопехотное и противоколёсное минирование нажимными минами ПФМ-1, а также самоустанавливающимися минами-растяжками ПОМ-2 «Отёк»;
- кассетное дистанционное противотанковое минирование магнитными противоднищевыми минами ПТМ-3.

#### Некассетные боеприпасы для поражения точечных целей
- проникающая для поражения командных центров в железобетонных бункерах[26];
- осколочно-фугасная (ОФБЧ)[26] для поражения точечных целей, а также техники и людей рядом с ней;
- фугасно-зажигательная[27][28] для поражения складов боеприпасов и ГСМ.

#### Ядерные боеприпасы
Специальная (ядерная) боевая часть мощностью до 50 килотонн[уточнить].  На данный момент существует 70 ядерных боеголовок, которые могут быть установлены на Искандер.

## Конструкция ракет
ОТРК использует квазибаллистическую и крылатую ракету. Общим, кроме машин пускового комплекса для ракет, является система наведения, а также кассетные наполнители боевых частей.

### Головка самонаведения и средства управления
Система наведения смешанная: инерциальная на начальном и среднем участках полёта и оптическая на конечном участке полёта, чем достигается высокая точность попадания 5—7 м. Возможно использование ГЛОНАСС в дополнение к инерциальной системе наведения. Существует несколько модификаций ракеты, отличающихся боевой частью и телеметрией.
Оптическая ГСН 9Б918 производства НПП «Радар ммс» является инфракрасной и позволяет по ориентирам на местности находить координаты цели даже в безлунную ночь. Преимуществом оптической ГСН является устойчивость против применения противником средств РЭБ для подавления сигналов спутниковой навигации или радиокоманд.

### Баллистическая ракета 9М723 «Искандер-М»
- «Искандер-М» — вариант для Российских вооружённых сил с двумя квазибаллистическими ракетами 9М723 на ПУ, дальность стрельбы, согласно упоминанию в различных источниках, составляет до 500 км.

Ракета комплекса 9М723 имеет одну ступень с твердотопливным двигателем с переменным вектором тяги. В арсенале комплекса находится два типа высокоточных ракет — крылатая 9М728 и квазибаллистическая 9М723.

#### Система РЭБ «Искандера» по борьбе с ПВО/ПРО
До интенсивного применения Искандера было только известно, что ракета несёт в себе комплекс активных помех, установленный в корпусе ракеты и служащий для подавления диапазона, в котором работают радары систем ПРО. После применения Искандера в ходе вторжения на Украину были обнаружены «ранее неизвестные ловушки» для имитации ракеты в радиодиапазоне M411146 (второе название 9B899). Более детальное изучение женевским центром GICHD показало, что устройство подавляет РЛС в 4 диапазонах, для работы в них предназначены 2 независимых широкополосных излучателя. Выброс ловушек происходит примерно в середине баллистической траектории после обнаружения ракетой, что её облучает радар ПВО. Эксперт CSIS Масао Далгрен отмечает, что ловушки «Искандера» / «Кинжала» примерно аналогичны по конструкции давно известным российским ловушкам против ПРО для прикрытия от поражения ядерных боеголовок МБР.

### Крылатые ракеты «Искандер-К» 9М728 и 9М729
- «Искандер-К» — вариант с использованием двух крылатых ракет Р-500 или 9М729, дальность стрельбы — 500 км для Р-500 и 2350 км для 9М729, масса БЧ — 480 кг. Высота полёта ракет — минимально возможная, относительно рельефа и не выше 6 км, ракеты автоматически корректируются всё время полёта и автоматически огибают рельеф местности[40].

Первоначально предполагалось, что ракета создана на базе крылатой ракеты большой дальности C-10 «Гранат». Однако, как выяснилось позже, крылатая ракета 9М729 (по классификации НАТО SSC-8) является сухопутной версией крылатой ракеты семейства «Калибр». Разногласия между сторонами относительно соответствия этих ракет Договору о ликвидации ракет средней и меньшей дальности по этому поводу не были урегулированы, что стало главной причиной провала переговоров сторон по проблематике договора, прошедших в Женеве в январе 2019 года. Ввиду заявлений США о нарушения Россией ДРСМД в 2016 году, с принятием 9М729 на вооружение, США заявили о выходе из договора в 2019 году.

### Экспортный вариант баллистической ракеты «Искандер-Э»
Ракетные комплексы «Искандер» находятся в списке продукции, запрещённой к экспорту, и, несмотря на интерес военных из Саудовской Аравии, не будут продаваться за рубеж. Директор Госкорпорации «Ростех» Сергей Чемезов:

Это серьёзное наступательное оружие, способное нести ядерный боезаряд. «Искандер» находится в списке продукции, запрещённой к экспорту.

Для иностранных заказчиков предлагается упрощённый вариант ракеты «Искандер-М» под названием «Искандер-Э». Упрощение комплекса касается сокращения дальности до 280 км и варианты поставки не включают кассетные боевые части с самоприцеливающимися элементами (сокращение дальности ОТРК в экспортном варианте может быть обусловлено тем, что экспорт ракет с дальностью поражения более 300 км запрещён международными договорами).

## Боевое применение
- Война в Грузии (2008): достоверных сведений о боевом применении комплексов «Искандер» нет, однако поступали сообщения, отвергаемые российскими военными[48], что комплекс использовался на грузино-югоосетинском фронте. Сложность определения факта боевого применения состоит в том, что ВС РФ применяли и более дешёвые ракеты из ТРК Точка-У[49][50].
По утверждению начальника Аналитического департамента МВД Грузии Шота Утиашвили, Россия применяла ракетные комплексы «Искандер» по объектам в Поти, Гори и трубопроводу Баку-Супса[51]. Михаил Барабанов, эксперт издания Moscow Defense Brief, указывает, что комплекс «Искандер» был применён по месту базирования отдельного танкового батальона в Гори. В результате прямого попадания боевой части в склад вооружений грузинского батальона произошёл его подрыв. При этом автор отмечает, что данные сведения основаны на непроверенных источниках[52]. Голландская комиссия, расследовавшая обстоятельства гибели оператора телекомпании RTL Nieuws Стана Сториманса в Гори 12 августа 2008 года, определила, что журналист погиб от попадания одного 5-мм стального шарика; по сообщению БиБиСи, голландская комиссия выразила экспертное мнение, что носителем кассетного боеприпаса был «Искандер», однако в сообщении не было указано, по каким признакам был сделан такой вывод[53][54].
Российский МИД заявил, что данных, предоставленных голландской стороной, недостаточно для определения типа носителя. Ранее организация Human Rights Watch выдвигала другую версию, согласно которой причиной гибели голландского журналиста стали авиационные кассетные бомбы РБК-250[55]. Заместитель начальника Генерального штаба ВС РФ генерал-полковник Анатолий Ноговицын отверг все сообщения о применении «Искандеров» в Грузии, сообщив, что комплекс «Искандер» в ходе боёв в Южной Осетии не применялся, так как предназначен для специализированных задач, а для уничтожения объектов ВС Грузии миротворцы имели более простое вооружение[48].
- В конце декабря 2017 года министр обороны России Шойгу заявил о том, что комплекс «Искандер» применялся при нанесении ударов по объектам боевиков в Сирии[56].

- После завершения Второй Карабахской войны некоторые официальные лица Армении (начальник службы военного контроля минобороны Армении Мовсес Акопян[57], премьер-министр Н. Пашинян[58], а также отдельные эксперты[59]) делали заявления, что ОТРК «Искандер» применялся против Азербайджана; однако иных подтверждений этому не оказалось[60]: они были опровергнуты как МО РФ[61], так и руководством Азербайджана[62]. 15 марта 2021 года представитель Национального агентства по разминированию территорий Азербайджанской Республики заявил, что в городе Шуша при очистке территории от мин были найдены обломки двух разорванных ракет комплекса «Искандер-М» с идентификационным номером 9М723[63][64][65]. Сегодня эти обломки выставлены в Парке военных трофеев в Баку. 12 апреля президент Азербайджана Ильхам Алиев заявил на открытии парка, что у азербайджанской стороны имеется достаточно данных, подтверждающих факт использования этих ракет против азербайджанских военных после взятия Вооружёнными силами Азербайджана города Шуша[66].
- Используется в ходе вторжения России на Украину[67][68][69]. Искандер является самой мощной боевой системой, используемой российской стороной в ходе вторжения, и в то же время одной из редко используемых — из-за ограниченного количества боеприпасов[70]. С февраля по конец мая 2022 года зафиксировано более 240 ракетных ударов 9М728 и 9М723[71]. Позднее количество ударов было значительно снижено, вероятно, из-за истощения запасов[72], в условиях войны Россия могла производить около 6 ракет 9М723 в месяц[73]. 5 июня 2025 года ВСУ заявили об уничтожени как минимум одной установки в Брянской области. В опубликованном генеральным штабом видео невозможно распознать, что именно взрывается. Минобороны России не комментировало эту информацию. Согласно изданию  ASTRA, в результате удара погибли восемь российских военных, ещё пять были ранены[74][75][76].

## Договор о РСМД и ракета9М729
В июле 2014 года президент США Барак Обама в письме президенту России Владимиру Путину впервые на уровне глав государств обвинил Россию в испытаниях крылатых ракет средней дальности, нарушающих подписанный в 1987 году Договор о ликвидации ракет средней и меньшей дальности. США утверждали, что в 2008—2011 годах Россия в нарушение Договора проводила испытания крылатой ракеты наземного базирования на дальность более 500 км (речь идёт о ракете 9М729 («Искандер-К», по классификации НАТО — SSC-8, разработанной екатеринбургским ОКБ «Новатор» им. Люльева); по утверждению российских официальных лиц, дальность действия ракеты 9М728 Р-500 заведомо меньше 500 км).
4 декабря 2018 года госсекретарь США Майк Помпео заявил, что если Россия в течение 60 дней не прекратит нарушения Договора о РСМД, то США будут вынуждены выйти из данного соглашения. Другими словами, США потребовали от России в течение 60 дней (до февраля 2019 года) уничтожить ракету 9М729.
Прошедшие 15 января 2019 года в Женеве российско-американские переговоры по проблематике договора завершились неудачей, прежде всего из-за разногласий между сторонами в части претензий к российской ракете 9М729. Как сообщила заместитель госсекретаря по контролю над вооружениями и международной безопасности Андреа Томпсон, США начнут выход из ДРСМД 2 февраля; процесс займёт шесть месяцев.
23 января США уведомили Россию, что решение выйти из Договора о РСМД является окончательным. В тот же день Минобороны и МИД РФ пригласили иностранных военных атташе и журналистов на брифинг, где впервые были раскрыты некоторые тактико-технические характеристики крылатой ракеты наземного базирования 9М729. При этом на встречу не пришли представители США и их ключевые союзники.
Как рассказал на брифинге начальник Ракетных войск и артиллерии ВС России генерал-лейтенант Михаил Матвеевский, ракета 9М729 — это модернизированный вариант ракеты 9М728 для ракетного комплекса «Искандер-М», унифицированный с ней по большинству агрегатов. По его словам, модернизация крылатой ракеты 9М728 была направлена на повышение мощности боевой части и точностных характеристик. Размещение на ракете 9М729 боевой части повышенной мощности и нового бортового комплекса управления для более высокой точности поражения цели привело к увеличению её длины и, соответственно, размера транспортно-пускового контейнера, который стал больше на 53 см.
Демонстрация российской ракеты 9М729, однако, не разубедила США в том, что Россия нарушает Договор о РСМД. Официальный представитель посольства США в РФ Андреа Калан сообщила «Интерфаксу»: «США и большинство наших союзников по НАТО отказались от посещения этого брифинга, в котором все мы увидели лишь очередную попытку скрыть нарушение и создать видимость транспарентности».
Эксперт по ракетному оружию Маркус Шиллер, генеральный директор компании ST Analytics, преподаватель университета бундесвера в Мюнхене, считает что с технической точки зрения крылатая ракета 9М729 может иметь дальность полёта свыше 500 км. «С точки зрения технического специалиста, договор сформулирован очень неточно и неудачно». Маркус Шиллер исходит из того, что ракета 9М729 запускается с транспортно-пусковой установки при помощи твердотопливного двигателя. Затем для полёта к цели используется двухконтурный турбореактивный двигатель, как в самолётах. «Если вы уменьшите полезную нагрузку, SS-26 непременно достигнет 500 километров», — говорит Шиллер.

## Операторы
- Алжир — 12 ПУ «Искандер-Э» и 75 ракет 9М723, по состоянию на 2023 год[87][88].
- Армения — 4 ПУ «Искандер-Э» и менее 25 ракет 9М723, по состоянию на 2020 год[89]. Некоторое количество ракет запущено в 2020 году.
- Беларусь — 4 ПУ «Искандер-Э» и 25 ракет 9М723, по состоянию на 2023 год[88].
- Россия — 150 единиц «Искандер-М» в СВ, 12 единиц «Искандер-М» в БВ ВМФ по состоянию на 2024 год[90].

## Служба

### Организационная структура
ОТРК «Искандер» поступают на вооружение ракетных бригад армейского подчинения.

### Служба
1. в/ч 97211. 630-й отдельный ракетный дивизион 60-го Центра боевого применения (г. Знаменск), полигон Капустин Яр (4 ПУ);
2. в/ч 54006. 26-я ракетная бригада (г. Луга) — перевооружение бригады начато в 2010 году поставкой 6 комплексов (ПУ), в 2011 году завершёно формирование первой бригады (12 ПУ)[92][93];
3. в/ч 47062. 107-я ракетная бригада (г. Биробиджан) — полностью перевооружёна 28 июня 2013 года (12 ПУ)[94];
4. в/ч 31853. 1-я гвардейская ракетная бригада (г. Горячий Ключ) — передача техники состоялась 14 ноября 2013 года (12 ПУ)[94];
5. в/ч 03333. 112-я гвардейская ракетная бригада (г. Шуя) — передача техники состоялась 8 июля 2014 года (12 ПУ)[91];
6. в/ч 30785. 92-я ракетная бригада (с. Тоцкое) — передача техники состоялась 19 ноября 2014 года (12 ПУ)[95];
7. в/ч 47130. 103-я ракетная бригада (г. Улан-Удэ) — передача техники состоялась 17 июля 2015 года (12 ПУ)[96];
8. в/ч 25788. 12-я ракетная бригада (г. Моздок) — передача техники состоялась 18 ноября 2015 года (12 ПУ);
9. в/ч 92088. 20-я гвардейская ракетная бригада (г. Уссурийск) — передача техники состоялась 24 июля 2016 года (12 ПУ)[97];
10. в/ч 49547. 119-я ракетная бригада (г. Абакан[источник не указан 1324 дня] — передача техники состоялась 11 ноября 2016 года (12 ПУ)[98];
11. в/ч 33558. 3-я ракетная бригада (пгт. Горный / Чита 46) — передача техники состоялась 9 июня 2017 года (12 ПУ)[99];
12. в/ч 54229. 152-я гвардейская ракетная бригада (г. Черняховск) — передача техники состоялась 5 февраля 2018 года (12 ПУ)[100];
13. в/ч 35535. 448-я ракетная бригада (г. Курск) — передача техники состоялась в конце 2019 года (12 ПУ);
14. в/ч н/д. 47-я ракетная бригада (ст. Дядьковская) — передача техники состоялась в конце 2021 года[101].